# 피로바쿨룸 에로필룸
피로바쿨룸 에로필룸은 피로바쿨룸속에 속하는 한 종이다.